# Holger Sjöberg
Per Josef Holger Sjöberg, född 3 augusti 1904 i Högsby i Småland, död 17 februari 1953 i Sofia församling i Stockholm, var en svensk skådespelare och sångare.

## Biografi
Efter studentexamen studerade Sjöberg några år i Uppsala. Han deltog i två utlandsturnéer med Orphei Drängar. Sjöberg studerade sång i Italien och knöts vid återkomsten till Sverige till Operan i Stockholm. En kort tid senare lämnade han scenen av hälsoskäl och ägnade sig senare åt skådespeleri inom filmen.

## Filmografi
- 1932 – Svarta rosor
- 1932 – Muntra musikanter
- 1933 – Bomans pojke
- 1933 – Kanske en diktare
- 1933 – Fridolf i lejonkulan
- 1934 – Arbete! (socialdemokratisk valfilm)
- 1934 – Simon i Backabo
- 1935 – Under falsk flagg
- 1935 – Grabbarna i 57:an
- 1935 – Äktenskapsleken
- 1935 – Bränningar
- 1936 – Söder om landsvägen
- 1936 – Ä' vi gifta?
- 1936 – 33.333
- 1937 – Än leva de gamla gudar
- 1938 – Vi som går scenvägen
- 1938 – Med folket för fosterlandet
- 1940 – Mannen som alla ville mörda
- 1941 – Fröken Kyrkråtta
- 1941 – Soliga Solberg
- 1949 – Hur tokigt som helst

## Diskografi i urval
- En sommarnatt, med Karin Ygberg och Specialorkestern.
- Min evigt älskade är du, med Greta Wassberg och Arne Hülphers orkester.
- Om du har barnasinnet kvar, med Greta Wassberg och Arne Hülphers Fenix-orkester.
- O helga natt (Cantique de noel), med Sonoras orkester.